# Nový Hrozenkov
Nový Hrozenkov (in tedesco Neu Hrosenkau) è un comune mercato della Repubblica Ceca facente parte del distretto di Vsetín, nella regione di Zlín.